# Anel esclerótico

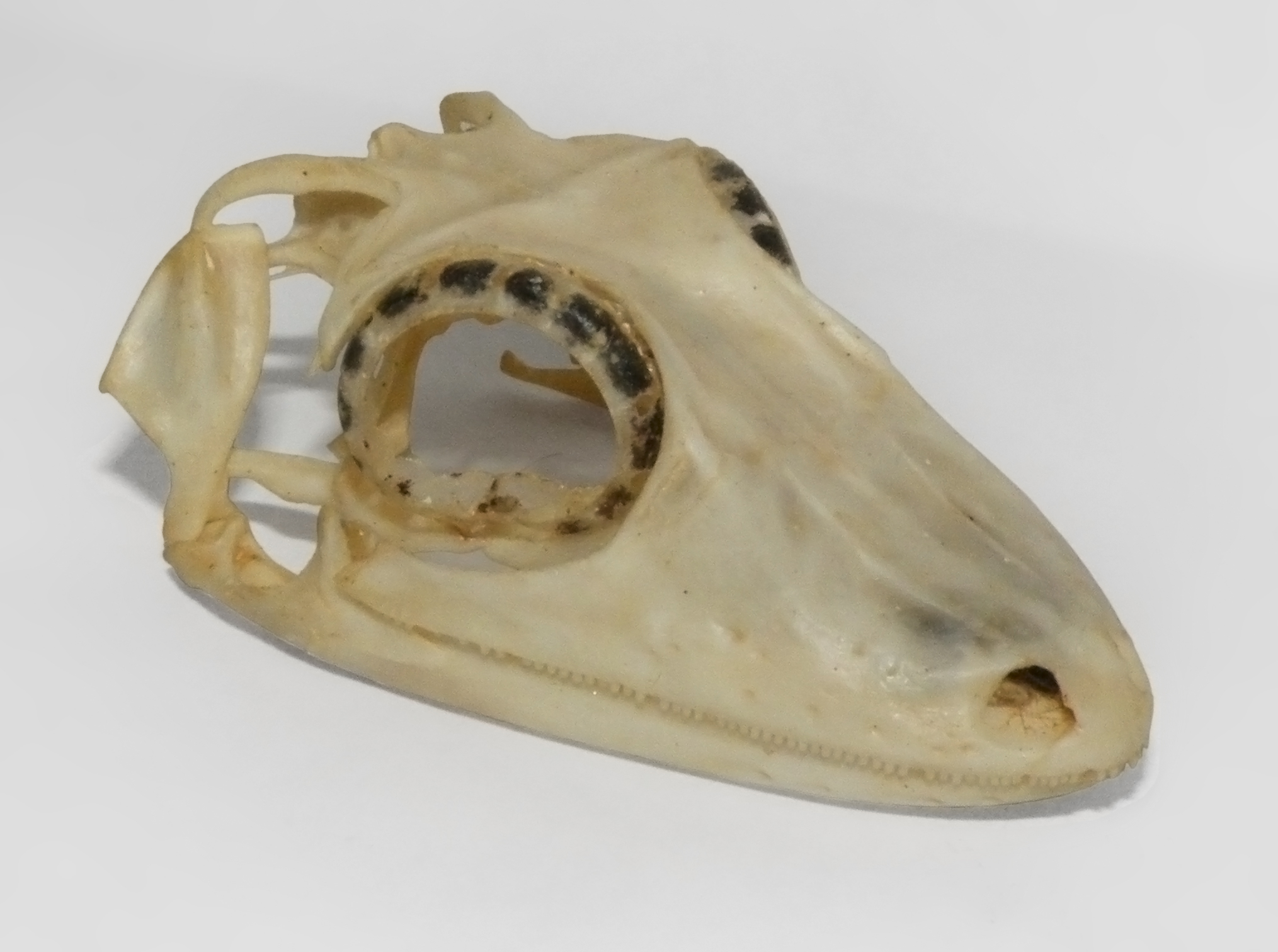
Crânio de um Uroplatus phantasticus, demonstrando seus anéis escleróticos.

Anéis escleróticos são anéis ósseos, encontrados nos olhos de vários grupos de animais vertebrados, com exceção de mamíferos e crocodilianos. Eles podem ser formados por um único osso ou por segmentos de vários ossos. Acredita-se que eles têm a função de suporte para o olho, especialmente em animais cujos olhos não são esféricos ou que vivem debaixo d'água. São conhecidos anéis escleróticos fósseis de uma grande variedade de animais extintos, incluindo ictiossauros, pterossauros e dinossauros, mas não são frequentemente preservados.

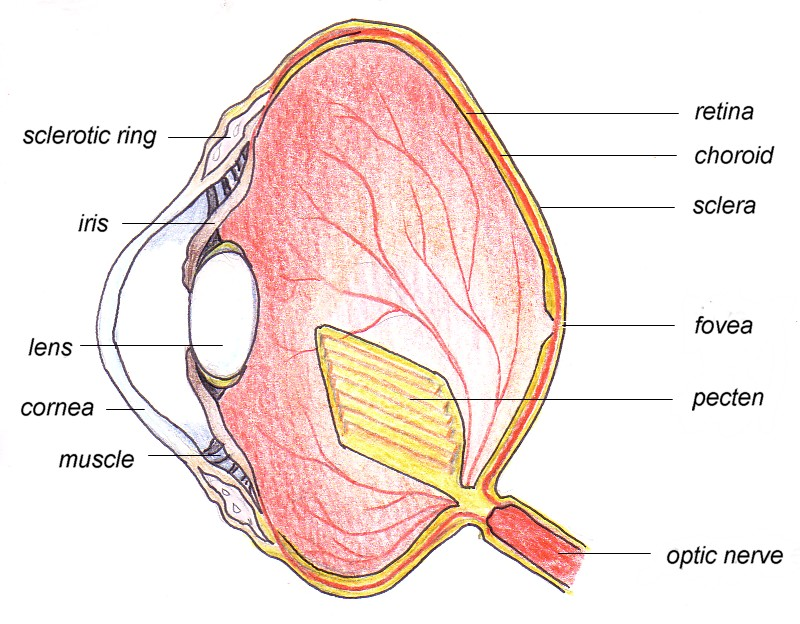
Diagrama mostrando a posição do anel esclerótico (sclerotic ring) no interior de um olho de pássaro.

De acordo com um estudo de 2010, os valores do diâmetro externo e do diâmetro interno do anel esclerótico, e a profundidade do globo ocular são diferentes entre os pássaros diurnos e pássaros noturnos. Portanto, seria possível prever o estilo de vida de um pássaro com base nestas medidas. Assim, o Archaeopteryx poderia ser um animal noturno, dinossauros herbívoros seriam ativos dia e noite, e dinossauros carnívoros noturnos.

## Anatomia
O anel esclerótico está localizado diretamente após a íris visível externamente, mas na frente do cristalino. Ele normalmente não tem contato com outros ossos. A íris visível está enraizada na parte externa do anel esclerótico, suspendendo o cristalino no interior do mesmo. Uma vez que a íris está enraizada no anel esclerótico, o diâmetro da pupila nunca será maior do que o orifício central do anel esclerótico. Isso permite uma afirmação mais precisa do tamanho máximo da pupila da espécie em questão para a reconstrução de espécies extintas. O anel esclerótico tem a forma plana em aves canoras e em galináceos, e também pode ter a forma tubular, como nas corujas, nas quais os olhos alongados têm uma distância focal mais elevada e, portanto, maior visão no escuro. O anel esclerótico suporta o globo ocular e confere ao aparelho de acomodação um ponto de partida.

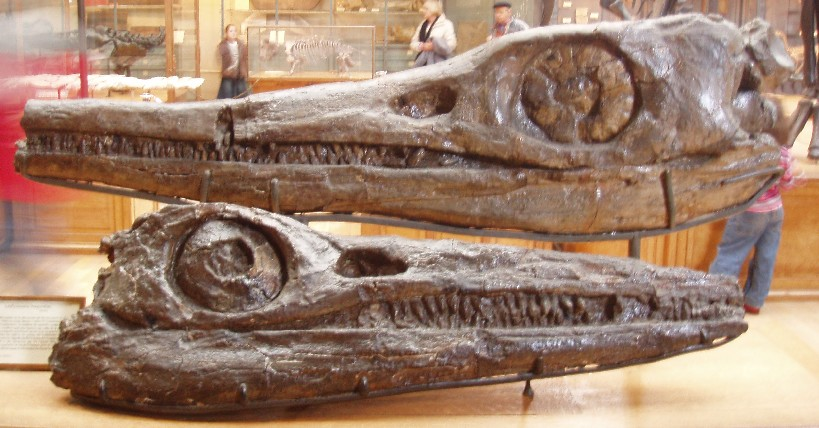
Crânios de ictiossauro Temnodontosaurus burgundiae, Museu Nacional de História Natural, Paris, França. Seus olhos estão entre os maiores que são conhecidos.

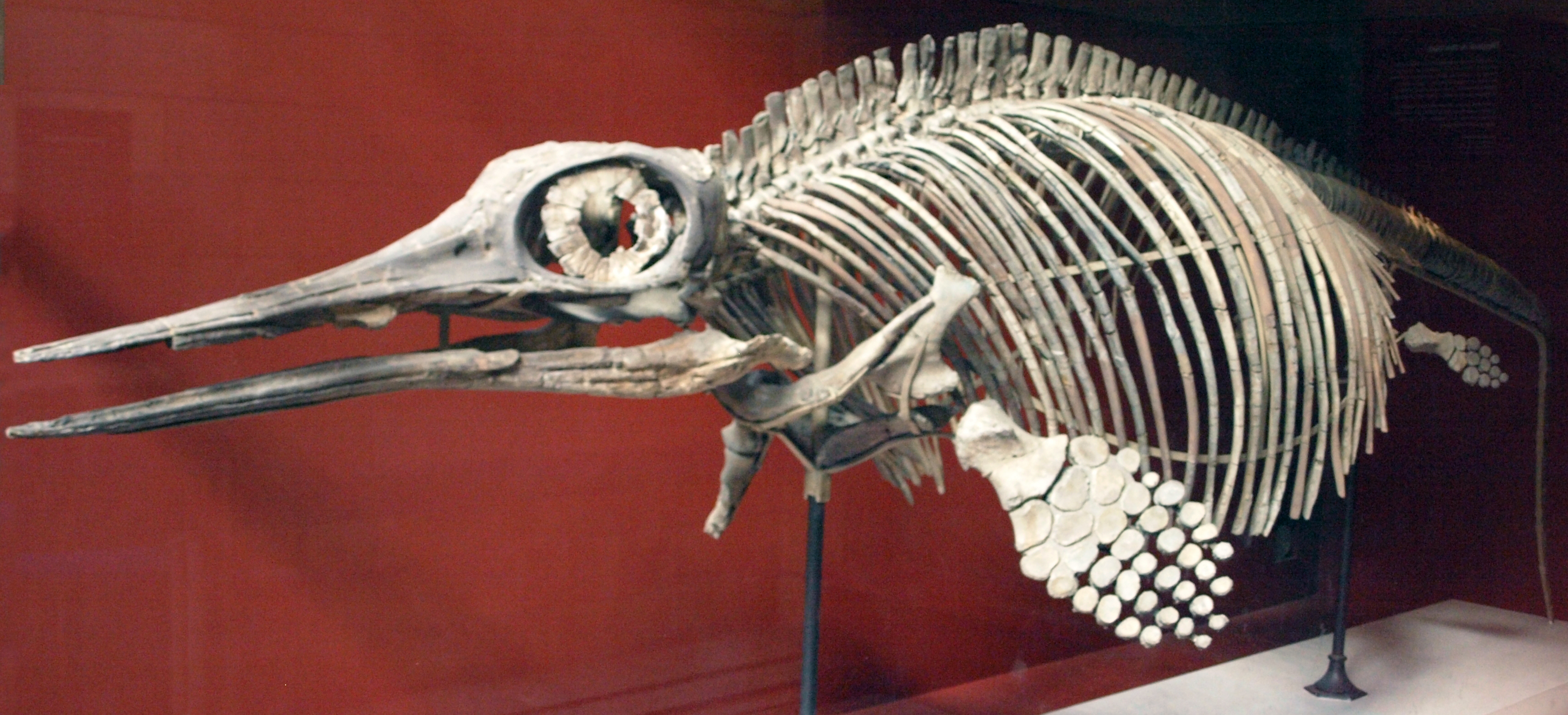
O anel esclerótico do Ophthalmosaurus ("olho de lagarto") era um dos maiores no reino animal.